# پارک هیوک کوان
پارک هیوک-کوان (کره‌ای: 박혁권؛ انگلیسی: Park Hyuk-kwon؛ زادهٔ ۱۱ ژوئیه ۱۹۷۱) بازیگر اهل کره جنوبی است. پارک حرفهٔ بازیگری خود را در سال ۱۹۹۳ به عنوان یکی از اعضای گروه تئاتر سانول‌ریم آغاز کرد. او بعداً در فیلم‌های چاو (۲۰۰۹) و تجدید دیدار مخفی (۲۰۱۰) و مجموعه‌های تلویزیونی پشت برج سفید (۲۰۰۷) و تهیه‌کنندگان (۲۰۱۵) به عنوان بازیگر نقش مکمل بازی کرد. پارک همچنین در فیلم‌های کوتاه و فیلم‌های مستقل از جمله جبهه آزادسازی راه شیری (۲۰۰۷) و سایر اثرهای یون سونگ-هو بازی کرده‌است. از آثار دیگری که در آنها ایفای نقش کرده‌است می‌توان به رؤیای بلند، درختی با ریشه عمیق و فوق برنامه اشاره کرد.